# Passage Landrieu
Le passage Landrieu est une voie du 7e arrondissement de Paris, en France.

## Situation et accès
Le passage Landrieu est situé dans le 7e arrondissement de Paris. Il débute au 169, rue de l'Université et se termine au 100, rue Saint-Dominique.

## Origine du nom
Cette rue porte le nom d'un ancien propriétaire. 

## Historique
Cette voie ouverte en 1853 est classée dans la voirie parisienne par un arrêté du 14 mai 1935.

## Bâtiments remarquables et lieux de mémoire
- Au no 3 bis habita l'écrivain antisémite Édouard Drumont.